# Севідов Олександр Олександрович
Олекса́ндр Олекса́ндрович Севі́дов (рос. Александр Александрович Севидов, 5 вересня 1921, Москва — 15 квітня 1992, Москва) — радянський футболіст, центральний і напівсередній нападник. Згодом — футбольний тренер, відомий по своїй роботі в мінському, київському і московському «Динамо». Двічі приводив свої команди до звання чемпіонів СРСР і двічі — до перемоги в кубку країни. Майстер спорту СРСР (з 1957), заслужений тренер СРСР та Білорусі (з 1968).
Батько футболіста і тренера Юрія Севідова. Онук — Антон Севідов, музикант.

## Кар'єра гравця
Грати у футбол розпочав у 1936 році у віці 15 років у московській команді «Старт». У 1939 році був запрошений в команду майстрів казанського «Динамо», яка виступала в класі «Б» союзної першості. У Казані Севідов провів один сезон, після чого в 1940 році перейшов в іншу команду класу «Б» — московський «Харчовик». На вищому рівні дебютував на початку 1941 року у мінському «Динамо», за яке до початку Великої Вітчизняної війни встиг провести 7 матчів чемпіонату СРСР.
З 1942 по 1945 рік Олександр Севідов — гравець московської команди «Крила Рад». У першому післявоєнному чемпіонаті Севідов у 16 іграх забив 10 голів. У грудні 1945 року, на запрошення тренера ЦДКА Бориса Аркадьєва, взяв участь у поїздці армійської команди в Югославію (в ЦДКА Севідов замінив Всеволода Боброва, який поїхав  з московськими динамівцями в їх знамените турне по Великій Британії). В Югославії Севідов провів майже всі ігри, а в останньому матчі турне зміг вразити ворота «Црвени Звезди».
Олександр Севідов був одним з найталановитіших гравців свого покоління. Різноплановий, універсальний центрфорвард, він володів високою швидкістю, відмінними фізичними якостями і сильним ударом. Севідов вміло підігрував партнерам і сам відзначався високою результативністю. Дії нападника на полі були ефектними і ефективними, що привертало до нього увагу провідних радянських тренерів. Тренер Б. А. Аркадьєв, говорячи про ігрові якості Севідова, ставив його в один ряд з такими футболістами, як Михайло Бутусов, Григорій Федотов та В. Бобров.
У 1946 році Севідов був запрошений до московського «Торпедо», де склав пару форвардів разом з Олександром Пономарьовим. 23 травня 1946 року в матчі з ленінградським «Динамо», гравець суперника Аркадій Алов завдав Севидову важку травму ноги, після якої тому довелося у 25-річному віці закінчити ігрову кар'єру. До 1948 року Севідов продовжував значитися у складі торпедівців, а в 1949—1950 — у складі московського «Локомотива», переніс безліч складних операцій, проте повернутися у футбол як гравцю йому вже не вдалося.

## Тренерська кар'єра

### Початок кар'єри
У 1950 році Олександр Севідов закінчив Центральний державний інститут фізичної культури і почав працювати тренером в команді міста Ступіно, що виступала в першості РРФСР. У 1954 році команда міста Ступіно під керівництвом Севідова стала чемпіоном РРФСР і вийшла в клас «Б» союзного чемпіонату.
З 1958 по серпень 1960 року очолював команду класу «А» «Молдова» з Кишинева. У цій команді дебютував на найвищому рівні син Олександра Севідова — Юрій, який по ходу сезону 1960 року був переведений в московський «Спартак» в порушення діючого регламенту. У 1961 році повернувся до Москви і Севідов-старший, ставши тренером ФШМ.

### «Динамо» (Мінськ)
У 1962 році Севідов переїхав у Мінськ, де став старшим тренером і начальником команди «Білорусь», а в наступному році, після перейменування — старшим тренером «Динамо», яке він очолював протягом 7 сезонів, одних з найуспішніших в історії клубу. Тренер зумів створити перспективну, бойову команду на базі гравців які переїхали на початку 1960-х років у Мінськ колишніх дублерів московського «Спартака» Ігоря Рьоміна, Юрія Погальникова, Віктора Коновалова, Леонарда Адамова, Едуарда Малофєєва і примкнувшого до них екс-торпедівця Альбера Денисенка.
Перед початком чемпіонату СРСР 1963 року Севідов заявив, що перед командою, яка зайняла в попередньому сезоні 19-е місце (у 2-х очках від зони вильоту), стоїть завдання утриматися в класі А. Однак команда досягла феноменального успіху. Динамівці змогли завоювати бронзові медалі чемпіонату і показали другий результат за пропущеними м'ячами (після московських одноклубників). Такого результату вдалося досягти за рахунок грамотної організації командних дій. Білоруська команда використовувала жорсткий пресинг по всьому полю, у відборі м'яча брали участь і нападники, захисники ж при будь-якій можливості включалися в атакувальні дії.
У 1965 році «Динамо» під керівництвом Севідова вперше у своїй історії стало фіналістом Кубка СРСР, у півфіналі вибивши з турніру чемпіона країни «Динамо» (Тбілісі). У 1968 році заслуги тренера були відзначені присвоєнням йому звання заслуженого тренера СРСР та БРСР. Проте, після закінчення сезону 1969 року Севідов був звільнений з посади з формулюванням «принципово неправильний підхід до формування команди», оскільки на думку керівників білоруського спорту, недостатньо залучав у команду місцевих футболістів, а орієнтувався в основному на приїжджих.
У наступному, 1970 році, Севідов поїхав у Казахстан, де очолив головний клуб республіки — «Кайрат» з Алма-Ати, що покинув перед цим вищу групу чемпіонату СРСР. За один сезон Севідову вдалося вивести «Кайрат» назад у Вищу лігу. Кращим бомбардиром команди з 19 м'ячами став його син Юрій Севідов, який незадовго до того звільнився з ув'язнення.

### «Динамо» (Київ)
Після успішного сезону в «Кайраті» Севидову надійшла пропозиція очолити київське «Динамо». Він змінив на посту головного тренера динамівців Віктора Маслова, який свого часу запросив молодого Севідова в «Торпедо» і якого Севідов вважав своїм учителем. Під його керівництвом «Динамо» стало чемпіоном СРСР 1971 року, срібним призером чемпіонатів СРСР 1972 і 1973 років. За період роботи в «Динамо» Севідов переорієнтував гру команди під атакуючий стиль. При грі в обороні Севідов став застосовувати персональний варіант захисних побудов, на відміну від свого попередника, що використовував зональний захист. До основної команди були підведені молоді Олег Блохін і Леонід Буряк, що склали основну ударну силу «Динамо» в наступні роки.
У 1973 році клуб дійшов до фіналу Кубка СРСР, де поступився єреванському «Арарату». Динамівці вели по ходу матчу, Севідов у кінці гри замінив активних Буряка і Блохіна на малодосвідчених футболістів Зуєва і Кондратова, на останніх хвилинах футболістам «Арарату» вдалося зрівняти рахунок, а в додатковий час сенсаційно вирвати перемогу. Після фіналу Севідов залишився у Москві. Ця поразка послужила формальним приводом для звільнення Севідова за три тури до закінчення чемпіонату країни, в.о. ст.тренера став М. Коман, причому  динамівці втратили золоті медалі, шансів наздогнати "Арарат" не було, ставши в підсумку лише другими. Місце старшого тренера киян у результаті тоді дісталося Валерію Лобановському, претендентом був також Г. Зонін,але відмовився. Існує також версія, згідно з якою зняття Севідова стало наслідком інтриг Лобановського, який скористався своїми зв'язками в ЦК Компартії України, і було зумовлене незалежно від результату кубкового фіналу.
Севідов повернувся до Москви, де протягом року знову працював тренером московської ФШМ, під його керівництвом команда посіла друге місце у Всесоюзному юнацькому чемпіонаті 1974 року.

### «Динамо» (Москва)
На початку 1975 року Севідова запросили очолити московське «Динамо». До кінця сезону динамівці посіли призове третє місце, а навесні 1976 року зуміли завоювати золоті медалі чемпіонату СРСР, що проходив в одне коло. У 1977 році «Динамо» здобуло перемогу в Кубку СРСР, а також завоювало перший Кубок Сезону (матч між чемпіоном і володарем кубка країни), перемігши київських одноклубників.
У 1978 році «Динамо» під керівництвом Севідова дійшло до 1/2 фіналу Кубка володарів кубків, поступившись лише в серії післяматчевих пенальті. У травні 1979 року після передсезонного турне «Динамо» по США Севідова несподівано зняли з посади. Як з'ясувалося пізніше, під час перебування у Лос-Анджелесі Севідов покинув розташування команди, відправившись на вечерю на запрошення свого давнього знайомого по Києву, який емігрував раніше в США. Цей факт зафіксував у своєму донесенні у вищі органи начальник команди «Динамо» Анатолій Родіонов. З формулюванням «за порушення режиму» Севідова відсторонено від керівництва командою.
Протягом двох наступних років Олександр Севідов не тренував, здоров'я дружини вимагало його постійної присутності в Москві. Тільки в 1981 році його запросили в московську команду «Локомотив», яка вилетіла на той момент у першу лігу. У сезоні 1981 року клуб зайняв 3-е місце, поступившись путівкою у вищу лігу кутаїському «Торпедо» (особиста зустріч команд в Кутаїсі була виграна торпедівцями при явно упередженому суддівстві). У 1982 році Севідову довелося залишити «Локомотив» у той момент, коли клуб претендував на одну з двох путівок у вищу лігу (в результаті залізничники посіли лише 4-е місце).
Пізньої осені 1983 року Севідова знову покликали в московське «Динамо», яке перебувала на межі вильоту з вищої ліги. Два матчі під керівництвом нового тренера динамівці виграли. А вже в наступному сезоні команді вдалося завоювати Кубок СРСР, перемігши у фінальному матчі майбутнього чемпіона країни — ленінградський «Зеніт». Навесні 1984 року «Динамо» знову вдалося успішно виступити в єврокубках, дійшовши до півфіналу розіграшу Кубка кубків. Навесні 1985 року Севідов підтримав прохання про призначення в «Динамо» своїм помічником (формально — начальником команди) свого давнього вихованця з мінського «Динамо» Едуарда Малофєєва, який обіймав на той час пост старшого тренера збірної СРСР. Влітку того ж року, після поразки від ростовського СКА з рахунком 3:4, гравці клубу були звинувачені динамівським керівництвом у «здачі» матчу, а тренер Севідов — у потуранні і м'якотілості і був знятий з посади. У прийнятті такого рішення активно брав участь Е. В. Малофєєв, який незабаром був призначений на місце Севідова.

### Останні роки
У наступні роки Олександр Севідов відійшов від активної тренерської діяльності, деякий час співпрацював з тижневиком «Футбол-Хокей». У 1987 році був головним тренером бакинського «Нефтчі», з квітня 1989 по червень 1990 року очолював волгоградський «Ротор». В кінці 1991 — початку 1992 року консультував тренерський штаб владикавказького «Спартака».
Помер від раку 15 квітня 1992 року в Москві.

## Особисте життя
Дружина — Лідія Дмитрівна (пом. у 1991 році). Сини — Юрій, Олег. Юрій Севідов (пом. у 2010 році) також був відомим футболістом, нападником «Спартака», згодом займався тренерською діяльністю, а в останні роки життя був футбольним експертом і оглядачем, колумністом провідних спортивних ЗМІ. Онук Антон Севідов — музикант, засновник і лідер групи Tesla Boy.
Олександр Севідов серйозно захоплювався шахами. Також був освіченою, інтелігентною людиною, відомим меломаном, шанувальником джазу, зібрав велику колекцію музичних платівок.
Крім тренерської діяльності, Севідов протягом багатьох років регулярно виступав у спортивній пресі з аналітичними оглядами і статтями про футбол, був частим гостем на телебаченні.
Після того як на одному з дружніх шаржів Олександр Севідов був зображений в фельдмаршальському мундирі і з чорною пов'язкою на оці (тобто футбольним Кутузовим), за ним закріпилося прізвисько «Кутузов», що супроводжувала Севідова до кінця життя.
Був членом КПРС.

## Досягнення

### Як тренера
- Переможець чемпіонату РРФСР: 1954 (Команда міста Ступіно)
- Переможець турніру в першій групі класу «А»: 1970 («Кайрат»)
- Чемпіон СРСР (2): 1971 («Динамо» Київ), 1976 (весна) («Динамо» Москва)
- Срібний призер чемпіонату СРСР (2): 1972, 1973 («Динамо» Київ)
- Бронзовий призер чемпіонату СРСР (2): 1963 («Динамо» Мінськ), 1975 («Динамо» Москва)
- Володар Кубка СРСР (2): 1977, 1984 («Динамо» Москва)
- Фіналіст Кубка СРСР (2): 1965 («Динамо» Мінськ), 1973 («Динамо» Київ)
- Володар Кубка Сезону: 1977 («Динамо» Москва)
- Півфіналіст Кубка володарів кубків (2): 1978, 1985 («Динамо» Москва)[13]

### Нагороди та звання
- 1957 — Майстер спорту СРСР
- 1968 — Заслужений тренер СРСР
- 1968 — Заслужений тренер Білоруської РСР
- 1968 — Орден «Знак Пошани»